# تعارف

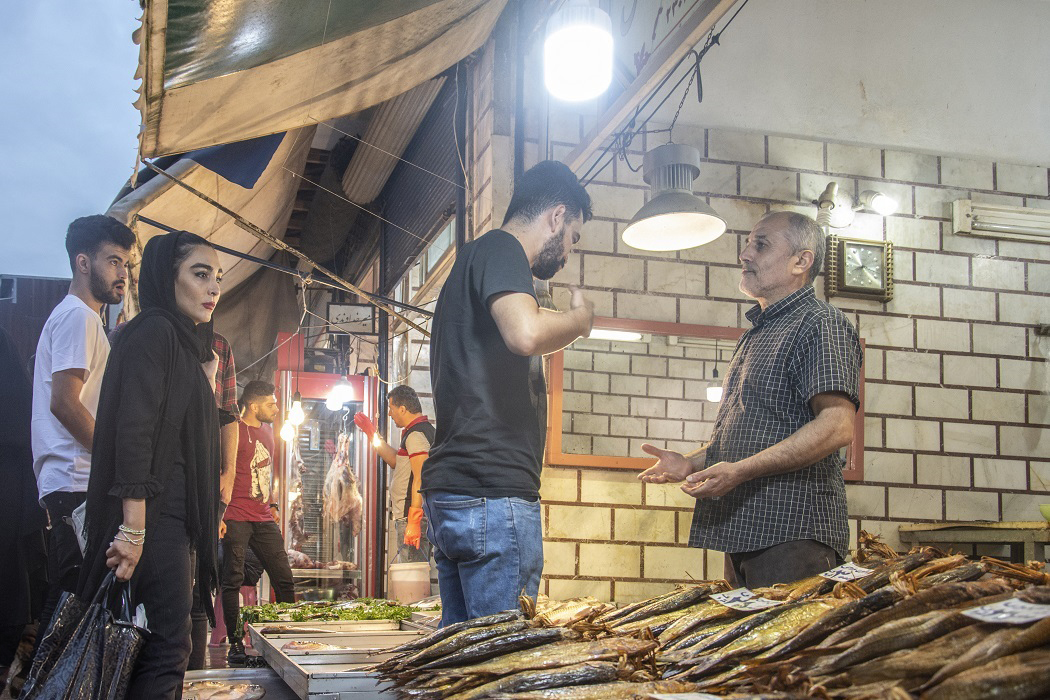

تعارف در فرهنگ ایرانی نمونه‌ای از احترام متقابل و تأکید بر رتبه اجتماعی که شامل طیف وسیعی از رفتارها در جامعه‌است مانند بازکردن درب برای یک زن توسط مرد یا ایستادن جلوی درب برای ورود همکاران.
نمونه‌های دیگر از فرهنگ تعارف بی‌ارزش نشان دادن قیمت جنس توسط مغازه‌دار (با لفظ قابل‌نداره) در مقابل خریدار و مذاکره برای حقوق و دستمزد بین کارگر و کارفرما است.

## واژه و معنا
تعارف مصدر عربی است و در فرهنگ دهخدا به معنی «یکدیگر را شناختن»، در تداول امروزی، «خوش آمد گفتن در اول ملاقات، پس از درود»، «اظهار آشنایی و احوالپرسی» و «تکلف و اسباب ضیافت فراهم کردن» آمده‌است.

## معنای اصطلاحی
تعارف در فرهنگ ایرانی نمونه‌ای از احترام متقابل و تأکید بر رتبه اجتماعی که شامل طیف وسیعی از رفتارها در جامعه است.

## دیدگاه منفی
در فرهنگ عمومی ایران افراد تعارفی به عنوان افرادی ریاکار و دروغگو شناخته می‌شوند. البته نمی‌توان به‌طور کلی تعارف را منفی دانست و برخی اقسام آن مثبت و برخی منفی می‌باشد.

## معادل
معادل تعارف رودربایستی (به عامیانه: رودرواسی) است.

## نمونه‌ها
باز کردن درب برای یک زن توسط مرد یا ایستادن جلوی درب برای ورود همکاران. نمونه‌های دیگر از فرهنگ تعارف بی‌ارزش نشان دادن قیمت جنس توسط مغازه‌دار (با لفظ قابل‌نداره) در مقابل خریدار و مذاکره برای حقوق و دستمزد بین کارگر و کارفرما است.

## سرچشمه
برخی بر این باورند که گستردگی و پیچیدگی تعارف در ایران ناشی از سلطه و سرایت زبان و ادبیات فارسی است. از آنجا که زبان فارسی از نظر ادبی و شعری سابقه طولانی دارد و شاعران ایرانی اغلب مدیحه سرا و درباری بوده‌اند، در نتیجه زبان شاعران و درباریان به منزله نخبگان فکری و سیاسی به تدریج در ذهن و زبان مردم کوچه بازار نشت و نفوذ کرده‌است. اینان استدلال می‌کنند با افول تدریجی ادبیات کلاسیک در قرن حاضر و تولد و گسترش ادبیات نوین که مبتنی بر زبانی ساده‌تر است، به‌تدریج در مقایسه با قرون گذشته از شدت وحدت تعارفات نیز کاسته شده و می‌شود. اگرچه این نظریه به بخشی از واقعیت فرهنگ ایران اشاره می‌کند اما از آنجا که شاعران و ادیبان چند برابر آنچه تأثیرگذار باشند، از ساختارهای سیاسی و اجتماعی جامعه تأثیر می‌پذیرند، می‌توان گفت زبان پر تکلف و مدیحه سرایانه ادبیات کلاسیک فارسی، خود محصول عوامل اجتماعی و نه سازنده آن است.

## ضرب‌المثل‌ها
- «تعارف آمد و نیامد دارد»: زمانی که ما پیش از تعارف، گمان می‌کنیم او احسانمان را نخواهد پذیرفت، ولی چنین نمی‌شود و او می‌پذیرد.
- «تعارف شاه‌عبدالعظیمی»: زمانی که شخصی به زبان تعارف کند ولی در دل راضی نباشد.کنایه از تعارف الکی[۴]

## آداب و رسوم اجتماعی
برخی از اصطلاحات رایج مربوط به تعارف:
- بفرمایید بالا!
- عزیزان!
- دوستان!
- خوش آمدید! صفا آوردید! قدم رنجه فرمودید!
- قابل ندارد!
- قدمت روی چشم!
- قربانت بروم!
- چشمت روشن!
- خواهش می‌کنم.
- خونهٔ خودتونه.
- قابلمون ندونستید.
- پارسال دوست، امسال آشنا!

## کتاب‌ها در مورد تعارف
- درمان رودرواسی؛ عبدالرضا بهین؛ چاپ انتشارات فرهنگ و دانش، تهران، ۱۳۹۳.
- تعارف و رودربایستی؛ محمدعلی نجفی و خلیل آقایی، انتشارات میراث ماندگار، قم، ۱۳۹۶.
- زبان، منزلت و قدرت در ایران، ویلیام بیمن، ترجمه رضا مقدم‌کیا، تهران: نشر نی